# Taranis inkasa
Taranis inkasa é uma espécie de gastrópode do gênero Taranis, pertencente a família Raphitomidae.